# Conselleria de Serveis Socials, Igualtat i Habitatge de la Generalitat Valenciana
La Conselleria de Serveis Socials, Igualtat i Habitatge de la Generalitat Valenciana és una conselleria o departament del Consell de la Generalitat Valenciana creat en la XI Legislatura (2023-2027) que unifica les conselleries anteriors d'Igualtat i Polítiques Inclusives i d'Habitatge i Arquitectura Bioclimàtica.
Ostenta les competències en matèria de polítiques de prestació social, serveis socials, dependència, persones amb diversitat funcional, igualtat, famílies, infància i adolescència, adopcions, joventut, dona, persones migrants, cooperació al desenvolupament, voluntariat social i habitatge.
La consellera o titular de la Conselleria de Serveis Socials, Igualtat i Habitatge de la Generalitat Valenciana és Susana Camarero Benítez (Partit Popular) des de 2023.

## Estructura orgànica
La Conselleria d'Igualtat i Polítiques Inclusives de la Generalitat Valenciana queda estructurada en els òrgans superiors següents:
- Secretaria Autonòmica de Serveis Socials i Autonomia Personal
- Secretaria Autonòmica d'Inclusió i de l'Agència Valenciana de la Igualtat

L'estructura orgànica bàsica de la Conselleria d'Igualtat i Polítiques Inclusives de la Generalitat Valenciana és:
Secretaria Autonòmica de Serveis Socials i Autonomia PersonalAssumix les funcions que li atribuïx l'article 68 de la Llei 5/1983, de 30 de desembre, del Consell, en matèria de polítiques de prestació social, serveis socials, direcció i execució de la política social, coordinació de les polítiques de promoció de l'autonomia personal i atenció a les persones en situació de dependència, a les persones amb discapacitat, majors, menors i adopcions.
Direcció General de Serveis Socials i Persones en Situació de DependènciaAssumix les funcions en matèria de política de serveis socials, de formació i qualitat de vida, la proposta, programació i execució de les polítiques generals en matèria d'atenció a les persones en situació de dependència i la participació activa de les persones majors en la societat. Assumix així mateix les funcions en matèria del menor, derivades de la legislació vigent en matèria de protecció i responsabilitat penal de menors.
Direcció General de Diversitat FuncionalAssumix les funcions de proposta, programació i execució de les polítiques generals en matèria d'atenció a les persones amb discapacitat, promoció de l'autonomia personal, així com la coordinació de centres propis, assistència social a persones amb malaltia mental crònica i equipament de centres.
Direcció General de Planificació, Ordenació, Avaluació i QualitatLi correspon impulsar, col·laborar en la tramitació i, si és el cas, elaborar normes, plans i projectes d'actuació en matèries que afecten el conjunt de la conselleria, així com coordinar l'acció dels òrgans de la conselleria quan la seua actuació haja de ser conjunta o haja de tindre efectes més enllà del seu àmbit específic d'actuació, fomentar i executar les actuacions en matèria de responsabilitat social corporativa, realitzar tant la prevenció, la supervisió i el control del compliment de la normativa vigent, com la promoció, la normalització, el seguiment i l'avaluació de la qualitat en la prestació dels serveis socials. Assumix així mateix les funcions relatives a infraestructures, eliminació de barreres arquitectòniques, inspecció en matèria de serveis socials, formació i qualitat de vida.
Secretaria Autonòmica d'Inclusió i de l'Agència Valenciana de la IgualtatAssumix les funcions que li atribuïx l'article 68 de la Llei 5/1983, de 30 de desembre, del Consell, en matèria de política social de famílies, inclusió social, joventut, integració de les persones migrants, voluntariat social, igualtat, atenció i programes de la dona, conciliació, prevenció de la violència de gènere i atenció a les víctimes. Exercix la Direcció General de l'Institut Valencià de la Joventut. Generalitat Jove.
Direcció General d'Inclusió SocialAssumix les funcions en matèria d'inclusió social, integració de les persones migrants i voluntariat social.
Direcció General de l'Institut Valencià de les Dones i per la Igualtat de GènereAssumix les funcions relatives a la promoció i execució de mesures per a fer efectiu el dret a la igualtat de tracte i d'oportunitats entre dones i hòmens, promoció, participació i programes de la dona, prevenció de la violència de gènere i atenció a les víctimes.
Direcció General de l'Agència Valenciana d'Igualtat en la DiversitatAssumix les funcions relacionades amb la política d'igualtat especialment polítiques de LGTBI, de diversitat familiar, de diversitat ètnica, religiosa i de culte, per a la no-discriminació i garantia d'igualtat d'oportunitats.
SubsecretariaAssumix les funcions establides en l'article 69 de la Llei 5/1983, de 30 de desembre, del Consell.

## Càrrecs
- Conselleria de Benestar Social: Aitana Mas i Mas (29 de juny de 2022)
  - Secretaria Autonòmica de Serveis Socials i Autonomia Personal: Sandra Casas Molina (6 juliol 2015[4])
    - Direcció General de Serveis Socials i Persones en Situació de Dependència: Mercé Martínez i Llopis (9 juliol 2015[5])
    - Direcció General de Diversitat Funcional: Antonio Raya Álvarez (9 juliol 2015[5])
    - Direcció General de Planificació, Ordenació, Avaluació i Qualitat: Gustavo Zaragoza Pascual (9 juliol 2015[5])

  - Secretaria Autonòmica d'Inclusió i de l'Agència Valenciana de la Igualtat: Alberto Ibáñez Mezquita (6 juliol 2015[4])
    - Direcció General d'Inclusió Social: Helena Ferrando i Calatayud (9 juliol 2015[5])
    - Direcció General de l'Institut Valencià de les Dones i per la Igualtat de Gènere: Anaïs Menguzzato García (9 juliol 2015[5])
    - Direcció General de l'Agència Valenciana d'Igualtat en la Diversitat: José de Lamo Pastor (9 juliol 2015[5])

  - Subsecretaria: Francesc Gamero Lluna (9 juliol 2015[5])

## Història
A la VIII Legislatura (2011-2015) es va integrar amb Justícia, passant a denominar-se Conselleria de Justícia i Benestar Social, dirigida pel conseller Jorge Cabré Rico. Quan al desembre de 2012, Alberto Fabra Part va remodelar el Consell, Benestar Social va retornar com a conselleria, amb Asunción Sánchez Zaplana al capdavant.

## Llista de Conselleres i Consellers
| #                                                            | Legislatura                                             | Nom                                                     | Nom                                                     | Inici mandat                                            | Fi mandat                                               | Partit polític                                          | Partit polític                                          |
| Conselleria de Transports i Benestar Social (1978-1981)      | Conselleria de Transports i Benestar Social (1978-1981) | Conselleria de Transports i Benestar Social (1978-1981) | Conselleria de Transports i Benestar Social (1978-1981) | Conselleria de Transports i Benestar Social (1978-1981) | Conselleria de Transports i Benestar Social (1978-1981) | Conselleria de Transports i Benestar Social (1978-1981) | Conselleria de Transports i Benestar Social (1978-1981) |
| ------------------------------------------------------------ | ------------------------------------------------------- | ------------------------------------------------------- | ------------------------------------------------------- | ------------------------------------------------------- | ------------------------------------------------------- | ------------------------------------------------------- | ------------------------------------------------------- |
| 1                                                            | Preautonomia                                            |                                                         | Emèrit Bono i Martínez                                  | 10 d'abril de 1978                                      | 1 de novembre de 1978                                   |                                                         | PCPV                                                    |
| 2                                                            | Preautonomia                                            |                                                         | José Galán Peláez                                       | 1 de novembre de 1978                                   | 30 de juny de 1979                                      |                                                         | PCPV                                                    |
| 3                                                            | Preautonomia                                            |                                                         | Antonio Espinosa Chapinal                               | 30 de juny de 1979                                      | 15 de juliol de 1980                                    |                                                         | UCD                                                     |
| 4                                                            | Preautonomia                                            |                                                         | José Luis Sorribes Mur                                  | 1 d'octubre de 1980                                     | 15 de setembre de 1981                                  |                                                         | UCD                                                     |
| Dissolta (1981-1991)                                         |                                                         |                                                         |                                                         |                                                         |                                                         |                                                         |                                                         |
| Conselleria de Treball i Afers Socials (1991-1997)           |                                                         |                                                         |                                                         |                                                         |                                                         |                                                         |                                                         |
| 5                                                            | III                                                     |                                                         | Martín Sevilla Jiménez                                  | 16 de juliol de 1991                                    | 12 de juliol de 1993                                    |                                                         | PSPV                                                    |
| 6                                                            | III                                                     |                                                         | Francisco Javier Sanahuja Sanchis                       | 12 de juliol de 1993                                    | 6 de juliol de 1995                                     |                                                         | PSPV                                                    |
| 7                                                            | IV                                                      |                                                         | José Sanmartín Esplugues                                | 6 de juliol de 1995                                     | 24 de febrer de 1997                                    |                                                         | PP                                                      |
| Conselleria de Benestar Social (1997-2011)                   |                                                         |                                                         |                                                         |                                                         |                                                         |                                                         |                                                         |
| 8                                                            | IV                                                      |                                                         | Marcela Miró Pérez                                      | 24 de febrer de 1997                                    | 23 de juliol de 1999                                    |                                                         | PP                                                      |
| 9                                                            | V                                                       |                                                         | María Carmen Mas Rubio                                  | 23 de juliol de 1999                                    | 17 de maig de 2000                                      |                                                         | PP                                                      |
| 10                                                           | V                                                       |                                                         | Rafael Blasco Castany                                   | 22 de maig de 2000                                      | 21 de juny de 2003                                      |                                                         | PP                                                      |
| 11                                                           | VI                                                      |                                                         | Alicia de Miguel García                                 | 21 de juny de 2003                                      | 29 de juny de 2007                                      |                                                         | PP                                                      |
| 12                                                           | VII                                                     |                                                         | Juan Gabriel Cotino Ferrer                              | 29 de juny de 2007                                      | 28 d'agost de 2009                                      |                                                         | PP                                                      |
| 13                                                           | VII                                                     |                                                         | Angélica Such Ronda                                     | 28 d'agost de 2009                                      | 22 de juliol de 2011                                    |                                                         | PP                                                      |
| Conselleria de Justícia i Benestar Social (2011-2012)        |                                                         |                                                         |                                                         |                                                         |                                                         |                                                         |                                                         |
| 14                                                           | VIII                                                    |                                                         | Jorge Cabré Rico                                        | 22 de juliol de 2011                                    | 7 de desembre de 2012                                   |                                                         | PP                                                      |
| Conselleria de Benestar Social (2012-2015)                   |                                                         |                                                         |                                                         |                                                         |                                                         |                                                         |                                                         |
| 15                                                           | VIII                                                    |                                                         | Asunción Sánchez Zaplana                                | 7 de desembre de 2012                                   | 29 de juny de 2015                                      |                                                         | PP                                                      |
| Conselleria d'Igualtat i Polítiques Inclusives (2015-2023)   |                                                         |                                                         |                                                         |                                                         |                                                         |                                                         |                                                         |
| 16                                                           | IX i X                                                  |                                                         | Mónica Oltra Jarque                                     | 29 de juny de 2015                                      | 29 de juny de 2022                                      |                                                         | Compromís                                               |
| 17                                                           | X                                                       |                                                         | Aitana Mas i Mas                                        | 29 de juny de 2022                                      | 18 de juliol de 2023                                    |                                                         | Compromís                                               |
| Conselleria de Serveis Social, Igualtat i Habitatge (2023- ) |                                                         |                                                         |                                                         |                                                         |                                                         |                                                         |                                                         |
| 18                                                           | XI                                                      |                                                         | Susana Camarero Benítez                                 | 19 de juliol de 2023                                    | Actualitat                                              |                                                         | PP                                                      |

## Històric de càrrecs
- Secretaria Autonòmica de Benestar Social:
  - David Ignacio Calatayud Chover (6 juliol 2007[12] -)

- Secretaria Autonòmica de Prestacions Sociosanitàries:
  - Francisco Javier Reverte Lledó (- 6 juliol 2007[12])

- Sotssecretaria:
  - Pilar Máñez Capmany (- 6 juliol 2007[12])
  - Mariano Vivancos Comes (6 juliol 2007[12] -)

- Secretaria Autonòmica d'Autonomia Personal i Dependència: 
  - María Manuela García Reboll (14 desembre 2012[13] - 10 gener 2014[14])
  - Manuel Escolano Puig (10 gener 2014[14] - 6 juliol 2015[4])

- Secretaria Autonòmica de Família i Solidaritat:
  - Lucía Cerón Hernández (14 desembre 2012[13] - 6 juliol 2015[4])

- Subsecretaria:
  - Carlos Precioso Estiguín (14 desembre 2012[13] - 8 juliol 2015[15])

- Direcció General de Persones amb Discapacitat (i Dependència):
  - Pilar Collado Capilla (14 desembre 2012[13] - 8 juliol 2015[15])

- Direcció General (d'Acció Social) de Dependència i Majors:
  - Pilar Albert Guerola (14 desembre 2012[13] - 8 juliol 2015[15])

- Direcció General de Família i Dona:
  - Laura Chorro Diéguez (14 desembre 2012[13] - 8 juliol 2015[15])

- Direcció General de Servicis Socials i (del) Menor: 
  - Rosa Aragonés Pomares (14 desembre 2012[13] - 8 juliol 2015[15])

- Direcció General d'Integració, Inclusió Social i Cooperació:
  - Herminia Palomar Pérez (14 desembre 2012[13] - 8 juliol 2015[15])

- Direcció General de la Joventut i de l'Institut Valencià de la Joventut, Generalitat Jove:
  - Marcos Sanchis Fernández (14 desembre 2012[13] - 8 juliol 2015[15])

## Històric de l'estructura orgànica

### 8a Legislatura
La Conselleria de Benestar Social de la Generalitat Valenciana queda estructurada en els òrgans superiors següents:
- Secretaria Autonòmica d'Autonomia Personal i Dependència
- Secretaria Autonòmica de Serveis Socials i Solidaritat

L'estructura orgànica bàsica de la Conselleria de Benestar Social de la Generalitat Valenciana és:
Secretaria Autonòmica d'Autonomia Personal i DependènciaAssumix les funcions que li atribuïx l'article 68 de la Llei del Consell en matèria de coordinació de les polítiques de Promoció de l'Autonomia Personal i Atenció a les persones en situació de dependència, a les persones amb discapacitat i majors.
Direcció General de Persones amb DiscapacitatAssumix les funcions de proposta, programació i execució de les polítiques generals en matèria d'atenció a les persones amb discapacitat, promoció de l'autonomia personal, així com la coordinació de centres propis, assistència social a persones amb malaltia mental crònica i equipament de centres.
Direcció General de Dependència i MajorsAssumix les funcions en matèria de proposta, programació i execució de les polítiques generals en matèria d'atenció a les persones en situació de dependència i la participació activa de les persones majors en la societat.
Secretaria Autonòmica de Serveis Socials i SolidaritatAssumix les funcions que li atribuïx l'article 68 de la Llei del Consell en matèria de direcció i execució de la política social i de família; menor, adopció, joventut, mediació, atenció i programes de la dona, conciliació, prevenció de la violència de gènere i atenció a les víctimes, serveis socials, inclusió social, integració de la immigració, cooperació al desenvolupament, voluntariat social i solidaritat.
Direcció General de Família i DonaAssumix les funcions en matèria de promoció i execució de les mesures necessàries per a assegurar una política integral en benefici de la família, així com les relatives a promoció i execució de mesures per a fer efectiu el dret a la igualtat de tracte i d'oportunitats entre dones i homes, promoció, participació i programes de la dona, prevenció de la violència de gènere i atenció a les víctimes.
Direcció General de Serveis Socials i MenorAssumix les funcions en matèria de serveis socials i menor, aquesta última derivada de l'aplicació de la legislació vigent en matèria de protecció i responsabilitat penal de menors.
Direcció General d'Integració, Inclusió Social i CooperacióAssumix les funcions en matèria d'inclusió social, integració de la immigració i voluntariat social, així com les funcions en matèria de cooperació al desenvolupament i solidaritat.
Direcció General de la JoventutAssumix les funcions en matèries relacionades amb la joventut, i el seu titular exercix la Direcció General de l'Institut Valencià de la Joventut. Generalitat Jove.

El 10 de gener de 2014 s'efectuen els següents canvis en l'estructura orgànica:
- La Secretaria Autonòmica de Família i Solidaritat passa a denominar-se Secretaria Autonòmica de Serveis Socials i Solidaritat.
- La Direcció General de Persones amb Discapacitat i Dependència passa a denominar-se Direcció General de Persones amb Discapacitat.
- La Direcció General d'Acció Social i Majors passa a denominar-se Direcció General de Dependència i Majors.
- La Direcció General del Menor passa a denominar-se Direcció General de Serveis Socials i Menor.
- La Direcció General d'Integració i Cooperació passa a denominar-se Direcció General d'Integració, Inclusió Social i Cooperació.